# Yigoga acutijuxta
Yigoga acutijuxta är en fjärilsart som beskrevs av Charles Boursin 1957. Yigoga acutijuxta ingår i släktet Yigoga och familjen nattflyn. Inga underarter finns listade i Catalogue of Life.